# Димитров, Александр Тенев
Александр Тенев Димитров (болг. Александър Димитров; 1878, Слокоштица, Османская империя — 22 октября 1921, Горна Козница, Кюстендилская область, Третье Болгарское царство) — болгарский политический и государственный деятель, министр внутренних дел, здравоохранения (1919—1921), военный министр (1921), министр железных дорог, почт и телеграфов (1921), публицист, педагог.

## Биография
В 1895 году окончил педагогическое училище в Кюстендиле, а затем работал сельским учителем. Занимался пропагандой современных методов выращивания растений среди сельского населения. Издавал журнал. С 1899 года участвовал в создании Болгарского земледельческого народного союза.
Депутат Народного собрания Болгарии(1908—1911), (1913), (1914—1919), (1919—1920) и (1920—1923).
С 1906 года занимал должность казначея партии, а затем её секретаря. Сотрудничал также с Внутренней македонской революционной организацией (ВМРО), и особенно с её активистом Я. Санданским.
С 1914 года занимал пост председателя Земледельческого парламентского клуба. Во время Первой мировой войны был одним из противников участия Болгарии в войне.
Для улучшения отношений с соседними странами, особенно с Югославией и Грецией, Димитров не одобрял и предпринимал попытки ограничить вооруженные нападения ВМРО в приграничных районах, за что и был убит 22 октября 1921 года в Конявской Планине.

## Избранные публикации
- 1899: Събуден селянин
- 1899: Мисли и мечти
- 1900: Нещастна сирота
- 1906: Пропорционалната изборна система
- 1908: Сдружените земеделци и изборната борба
- 1909: Наръчната книжка за сдружения земеделец